# ニューカッスル (フリゲート)
|          |                                                                                              |
| 艦歴     |                                                                                              |
| 発注     |                                                                                              |
| 起工     | 1989年7月21日                                                                                |
| 進水     | 1992年2月21日                                                                                |
| 就役     | 1993年12月11日                                                                               |
| 退役     | 2019年6月30日                                                                                |
| 性能諸元 |                                                                                              |
| 排水量   | 4,100トン                                                                                    |
| 全長     | 138メートル                                                                                  |
| 全幅     | 14メートル                                                                                   |
| 吃水     | 7.5メートル                                                                                  |
| 機関     | ゼネラル・エレクトリック LM2500 ガスタービンエンジン ×2 41,000 hp                            |
| 速力     | 29ノット                                                                                     |
| 航続距離 | 4,500海里（20ノット）                                                                        |
| 兵装     | Mk 13発射機（ハープーン、SM-1） ファランクスCIWS×1 Mk 32 3連装単魚雷発射管×2 OTOメララ76mm砲 |
| 乗員     | 184名 +航空要員                                                                              |
| 搭載機   | S-70B シーホーク                                                                             |
| モットー | Enterprise                                                                                   |

ニューカッスル (HMAS Newcastle, FFG 06) は、オーストラリア海軍のアデレード級フリゲートの6番艦。艦名はニューサウスウェールズ州の都市ニューカッスルに由来する。

## 艦歴
ニューカッスルは、ビクトリア州ウィリアムズタウンにあるAMECONで1989年7月21日に起工され、1992年2月21日に進水、1993年12月11日に就役した。
2006年11月初頭、ライセニア・ガラセ首相に対する軍のクーデターが差し迫ったフィジーに先行して派遣され、後ほど輸送艦「L-51 カニンブラ」と洋上補給艦「AOR-304 サクセス」が加わった。これは武力行使を意図したものではなく、フィジーに居留するオーストラリア人を救出するのが目的だったが、事態は避難を要するものではないと判明したため、「ニューカッスル」は12月下旬に帰投した。
2010年にはリムパックに参加する。